# Sepantai Renah
Sepantai Renah is een bestuurslaag in het regentschap Merangin van de provincie Jambi, Indonesië. Sepantai Renah telt 316 inwoners (volkstelling 2010).